# 利利亚纳·纳西尔
利利亚纳·纳西尔（1985年9月9日—），印尼華人，印尼女子退役羽毛球運動員，專長混雙項目；曾贏得2008年北京奧運混雙銀牌、2016年里約奧運混雙金牌，以及四度贏得世界羽毛球錦標賽混雙冠軍（2005年、2007年、2013年和2017年），她是繼名將為王莲香以後，第二位為印尼贏得奧運金牌的女性運動員。

## 簡歷

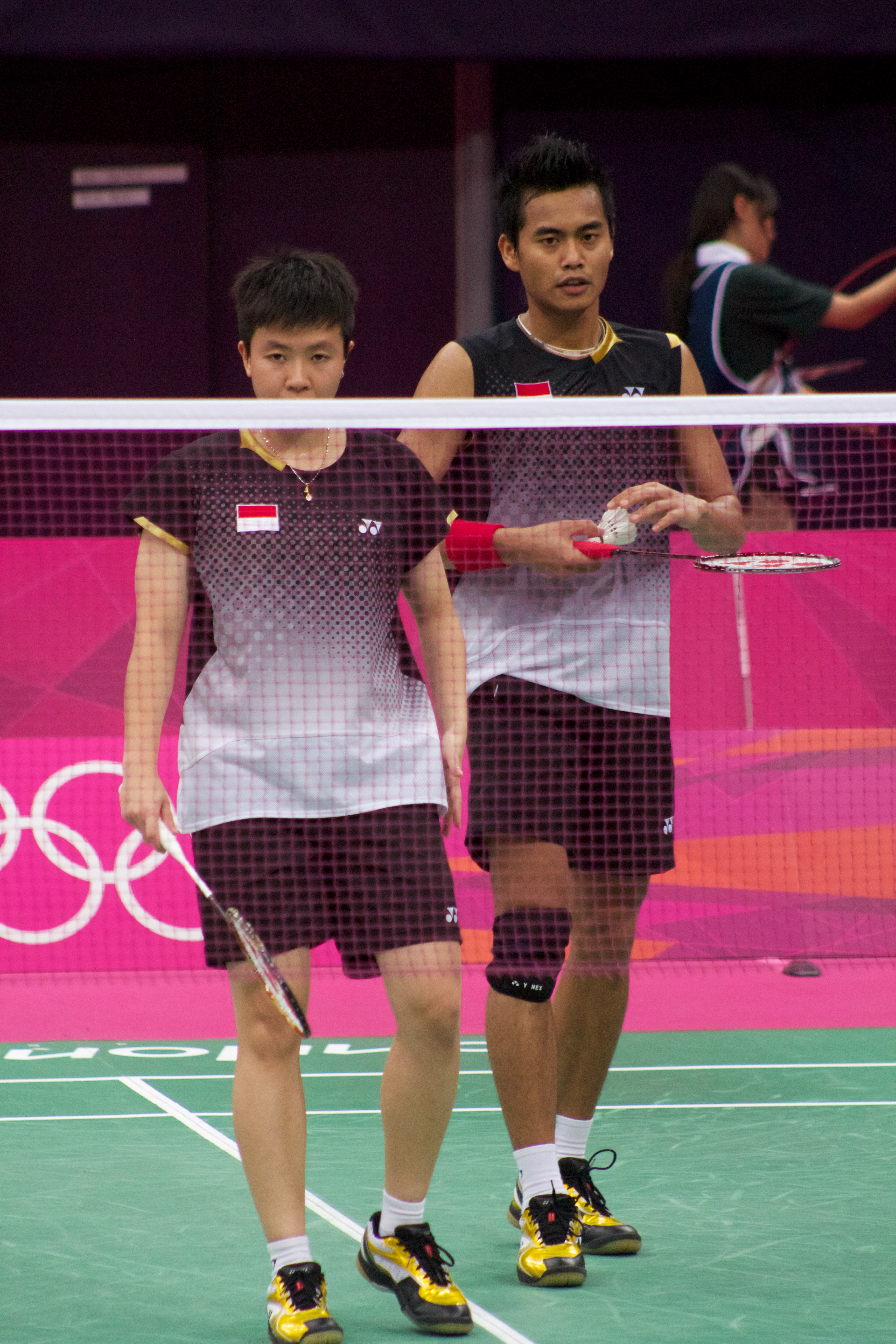
纳西尔夥拍艾哈迈德出戰2012年伦敦奥运会。

### 早年及出道
2002年10月，利利亚纳·纳西尔代表印尼参加南非比勒陀利亚举办的世界青年羽毛球錦標賽，在率先进行的团体赛。印尼队赢得铜牌；此外，她分别与Devi Sukma Wijaya以及马尔基斯·基多的合作赢得女子双打和混合双打季军。

### 2004年-2007年 两次勇夺世锦赛及加冕世界杯金牌、亚锦赛称霸
2004年11月，利利亚纳·纳西尔与诺瓦·维迪安托出战中國羽毛球公開賽，在混双準决赛以1比2（15-5、14-17、10-15）不敌丹麦的延斯·埃里克森/梅特·施約達格。
2005年8月，利利亚纳·纳西尔参加美國加利福尼亞州橙縣阿納海姆舉行的世界羽毛球錦標賽，她和诺瓦·维迪安托出戰混合双打項目。她與诺瓦·维迪安托以4號種子身分出戰，故在首圈輪空；在第二轮中，直落两局以2比0（15-1、15-0）拿下斯洛尼文亚的Marko Kroflic/Mateja Fink。在第三轮中，以2比0（15-12、15-12）击败了赛会9号种子、丹麦的托马斯·雷伯恩/卡米拉·吕特·尤尔。八强中，再次直落二局以2比0（15-6、15-6）击败了赛会14号种子、瑞典的Frederik Bergström/Johanna Persson。四强中，鏖战三局以2比1（15-9、3-15、15-10）力克赛会7号种子、泰国强档的戍革·普拉帕卡莫/莎拉丽·桑松卡姆。决赛中，面对赛会11号种子、中国的谢中博/张亚雯，经历三局比拼以2比1（13-15、15-8、15-2）击败了对手，俩人为印尼羽坛创下新历史，成为了第一个赢得该赛事的印尼组合，亦是她获得世界冠军的头衔。
2006年1月，利利亚纳·纳西尔与诺瓦·维迪安托出战全英羽毛球公開賽，在混双準决赛以0比2（12-15、4-15）不敌英格兰的內森·羅布森/蓋爾·埃姆斯。同年6月，她与諾瓦·維迪安托出战中華台北羽球公開賽，在混双决赛以2比1（17-21、23-21、21-13）力克韩国强档的李在珍/李孝貞，赢得冠军。同年8月，她与诺瓦·维迪安托出战韓國羽毛球公開賽，在混双决赛以2比0（23-21、21-18）击败了丹麦的延斯·埃里克森/梅特·施約達格，赢得冠军。同期8月，她与诺瓦·维迪安托出战香港羽毛球公開賽，在混双决赛以0比2（20-22、19-21）不敌中国的郑波/赵婷婷，赢得亚军。同年10月，她与诺瓦·维迪安托参加中国湖南益阳举办的羽毛球世界盃，在小组赛以第二出线；在準決賽以2比0（21-15、21-16）横扫中国的张军/高崚，决赛中更是以2比0（21-16、21-18）完胜了中国的谢中博/张亚雯，亦是有史以来赢得该赛事的第一个印尼组合。
2007年1月，利利亚纳·纳西尔与诺瓦·维迪安托出战馬來西亞羽毛球超級賽，在混双準决赛以0比2（8-21、9-21）不敌中国的郑波/高崚。同年5月，她与诺瓦·维迪安托出战新加坡羽毛球超級賽，在混双準决赛以1比2（16-21、21-16、17-21）不敌赛会8号种子、同胞的林培雷/维塔·玛丽莎。同期5月，她与诺瓦·维迪安托出战印尼羽毛球超級賽，在混双决赛以0比2（16-21、11-21）不敌赛会5号种子、中国的郑波/高崚，赢得亚军。同年7月，她分别与维塔·玛丽莎以及诺瓦·维迪安托出战中國羽毛球大師賽，在女双决赛以1比2（12-21、21-15、21-16）力克赛会5号种子、中国的赵婷婷/楊維，赢得冠军；而混双準决赛以0比2（18-21、18-21）不敌赛会7号种子、英格兰的安东尼·克拉克/唐娜·凯洛格。同期7月，她与諾瓦·維迪安托出战菲律賓羽毛球公開賽，在混双决赛以2比0（21-17、21-13）横扫韩国的韓相訓/黃遊美，赢得冠军。同年8月，她代表印尼参加马来西亚吉隆坡举办的世界羽毛球錦標賽，她和诺瓦·维迪安托出戰混合双打項目。她與诺瓦·维迪安托以2號種子身分出戰，故在首圈輪空；在第二轮中，以2比0（21-12、21-11）横扫美国的Nicholas Jinadasa/Samantha Jinadasa。在第三轮中，因对手选择退赛直接进入下一圈。八强中，迎战赛会9号种子、韩国的韓相訓/黃遊美，直落两局以2比0（21-19、21-15）轻取对手。準決賽，面对赛会3号种子、中国的谢中博/张亚雯，鏖战三局以2比1（21-15、15-21、22-20）拿下对手。决赛中，更是发挥出色以2比0（21-16、21-14）横扫赛会头号种子、中国的郑波/高崚，续2005年后再度登顶世锦赛宝座。同年9月，她与诺瓦·维迪安托出战日本羽毛球超級賽，在混双决赛以0比2（19-21、14-21）不敌赛会头号种子、中国的郑波/高崚，赢得亚军。同年9月，她分别与維塔·瑪麗莎以及诺瓦·维迪安托出战中華台北羽毛球黃金大獎賽，在女双决赛以1比2（15-21、21-17、18-21）不敌赛会头号种子、中華台北的簡毓瑾/程文欣，赢得亚军；而混双準決賽以1比2（21-16、15-21、13-21）不敌赛会4号种子、丹麦的托馬斯·雷伯恩/卡米拉·呂特·尤爾。同年11月，她与诺瓦·维迪安托出战中國羽毛球超級賽，在混双决赛以2比1（15-21、21-18、21-11）击败了泰国的戍革·普拉帕卡莫/莎拉丽·桑松卡姆，赢得冠军。同期11月，她与诺瓦·维迪安托出战香港羽毛球超級賽，在混双决赛以2比1（21-23、21-18、21-19）击败了赛会头号种子、中国的郑波/高崚，赢得冠军。

### 2008年 超级赛首冠、北京奥运捡银
2008年3月，利利亚纳·纳西尔与诺瓦·维迪安托出战全英羽毛球超級賽，在混双决赛以1比2（21-18、14-21、9-21）不敌赛会头号种子、中国的郑波/高崚，赢得亚军。同年3月，她与诺瓦·维迪安托出战瑞士羽毛球超級賽，在混双準决赛以1比2（25-23、14-21、14-21）不敌英格兰的安东尼·克拉克/唐娜·凯洛格。
同年4月，她分别与维塔·玛丽莎以及诺瓦·维迪安托参加马来西亚新山舉行的亞洲羽毛球錦標賽，赢得了女子双打季军和混合双打亚军。
同年5月，她分别与维塔·玛丽莎以及诺瓦·维迪安托出战新加坡羽毛球超級賽，在女双準决赛以1比2（22-20、12-21、16-21）不敌赛会2号种子、中華台北的程文欣/簡毓瑾；而混双决赛以2比1（17-21、21-14、21-9）击败了赛会6号种子、英格兰的安东尼·克拉克/唐娜·凯洛格，赢得冠军。
同年6月，她分别与维塔·玛丽莎以及诺瓦·维迪安托出战印尼羽毛球超級賽，在女双决赛以2比0（21-15、21-14）击败了赛会3号种子、日本的前田美順/末綱聰子，赢得冠军；而混双準决赛以0比2（20-22、20-22）不敌赛会4号种子、丹麦的托马斯·雷伯恩/卡米拉·吕特·尤尔。
同年8月，她代表印尼参加中國北京舉行的奥林匹克运动会羽毛球比賽混合双打項目，與诺瓦·维迪安托以头號種子身分出戰。首圈，直落二局以2比0（23-21、21-19）淘汰了韩国的韓相訓/黃遊美；复赛，再次以2比0（21-13、21-19）轻取泰国的戍革·普拉帕卡莫/莎拉丽·桑松卡姆。半决赛鏖战三局以1比2（15-21、21-11、23-21）击败了赛会4号种子、中国的何汉斌/于洋。决赛中，直落两局以0比2（11-21、17-21）不敌黑马的韩国新老组合的李龍大/李孝貞，痛失金牌。
同年9月，她分别与维塔·玛丽莎以及诺瓦·维迪安托出战日本羽毛球超級賽，在女双準决赛以1比2（11-21、21-18、18-21）不敌赛会4号种子、马来西亚的陳儀慧/黃佩蒂；而混双决赛以1比2（21-14、15-21、19-21）不敌赛会5号种子、队友的穆罕默德·雷扎/维塔·玛丽莎，赢得亚军。同年9月，她与诺瓦·维迪安托出战中國羽毛球大師賽，在混双决赛以0比2（17-21、17-21）不敌赛会3号种子、中国的谢中博/张亚雯，赢得亚军。
同年10月，她与诺瓦·维迪安托出战法國羽毛球超級賽，在混双準决赛以0比2（23-25、21-23）不敌赛会4号种子、英格兰的安东尼·克拉克/唐娜·凯洛格。同年12月，她分别与维塔·玛丽莎以及诺瓦·维迪安托出战世界羽聯超級系列賽總決賽，在女双小组赛分别击败了泰国的当甲农·阿伦革颂/恭差拉·沃拉威七猜恭、荷兰的茱蒂·梅伦迪克/姚洁以及韩国的河貞恩/金旼貞，取得头名出线；在準決賽以2比0（21-19、21-17）击败了队友的裘·諾維塔/格雷西娅·波利，决赛中直落两局以0比2（15-21、20-22）不敌马来西亚的陳儀慧/黃佩蒂，赢得亚军；而混双小组赛分别击败了队友的林培雷/维塔·玛丽莎、跨国组合的（英格兰：罗伯·布莱尔/苏格兰：伊莫金·班克尔）以及泰国的戍革·普拉帕卡莫/莎拉丽·桑松卡姆，以头名出线；在準決賽以2比0（23-21、21-17）拿下英格兰的安东尼·克拉克/唐娜·凯洛格，决赛中鏖战三局以1比2（19-21、21-18、20-22）不敌丹麦的托马斯·雷伯恩/卡米拉·吕特·尤尔，赢得亚军。

### 2009年 世锦赛捡银、法国赛夺冠
2009年1月，利利亚纳·纳西尔与诺瓦·维迪安托出战馬來西亞羽毛球超級賽，在混双决赛以2比0（21-14、21-19）击败了赛会2号种子、韩国强档的李龍大/李孝貞，赢得开门红。同年8月，她代表印尼参加印度海得拉巴举办的世界羽毛球錦標賽，她和诺瓦·维迪安托出戰混合双打項目。她與诺瓦·维迪安托以2號種子身分出戰，故在首圈輪空；直落两局以2比0（21-12、21-9）横扫白俄罗斯的Aleksei Konakh/阿莱西亚·扎伊特萨娃。在第三轮中，表现强势以2比0（21-15、21-19）击败了马来西亚的古健傑/黄惠龄。八强中，迎战赛会8号种子、印度的瓦利亚维蒂尔·迪柱/瓦拉·古塔，直落两局以2比0（21-16、21-14）拿下对手。四强中遭遇赛会6号种子、丹麦强档的约金·费舍尔·尼尔森/克里斯汀娜·彼德森，激战三局以2比1（21-18、14-21、21-18）力克对手。决赛中，再次面对赛会7号种子、另一组丹麦的托馬斯·雷伯恩/卡米拉·吕特·尤尔，直落两局以0比2（13-21、17-21）不敌对手，赢得亚军。同年9月，她与诺瓦·维迪安托出战日本羽毛球超級賽，在混双準决赛以0比2（18-21、12-21）不敌赛会6号种子、丹麦的约金·费舍尔·尼尔森/克里斯汀娜·彼德森。同年10月，她与诺瓦·维迪安托出战法國羽毛球超級賽，在混双决赛以2比0（21-7、21-7）击败了赛会7号种子、队友的亨德拉·阿普利达·古纳万/维塔·玛丽莎，赢得冠军。同期11月，她与诺瓦·维迪安托出战香港羽毛球超級賽，在混双决赛以0比2（20-22、16-21）不敌波兰强档的罗伯特·马特斯亚克/娜蒂斯达·科斯蒂乌塞克，赢得亚军。

### 2010年 三次加冕黃金大獎賽
2010年4月，利利亚纳·纳西尔与德文·拉哈迪·菲特里亞萬出战亞洲羽毛球錦標賽，在混双準決賽以1比2（21-12、19-21、15-21）不敌赛会7号种子、马来西亚强档的陳炳順/吳柳螢，赢得季军。同年6月，她与诺瓦·维迪安托出战新加坡羽毛球超級賽，在混双决赛以0比2（12-21、15-21）不敌赛会2号种子、丹麦的托马斯·雷伯恩/卡米拉·吕特·尤尔，赢得亚军。同期6月，她与诺瓦·维迪安托出战印尼羽毛球超級賽，在混双準决赛以1比2（12-21、21-16、19-21）不敌赛会3号种子、波兰强档的罗伯特·马特斯亚克/娜蒂斯达·希尔巴。同年7月，她与德文·拉哈迪·菲特里亞萬出战馬來西亞羽毛球黃金大獎賽，在混双决赛以2比1（13-21、21-16、21-17）力克赛会3号种子、泰国的戍革·普拉帕卡莫/莎拉丽·桑松卡姆，赢得冠军。同期7月，她与新搭档的通托维·艾哈迈德出战澳門羽毛球黃金大獎賽，在混双决赛以2比0（21-14、21-18）击败了赛会头号种子、队友的亨德拉·阿普利达·古纳万/维塔·玛丽莎，赢得冠军。同年8月，她与通托维·艾哈迈德出战中華台北羽毛球黃金大獎賽，在混双决赛以1比2（20-22、21-14、20-22）不敌赛会头号种子、队友的亨德拉·阿普利达·古纳万/维塔·玛丽莎，赢得冠军。同年9月，她与诺瓦·维迪安托出战中國羽毛球大師賽，在混双準决赛以0比2（11-21、17-21）不敌中国的徐晨/于洋。同年10月，她与通托维·艾哈迈德出战印尼羽毛球黃金大獎賽，在混双决赛以2比0（21-11、21-13）击败了赛会7号种子、队友的马尔基斯·基多/莉塔·努利塔，赢得冠军。同年11月，她代表印尼出戰廣州亞運會，參加羽毛球比賽的混合雙打（夥拍：通托维·艾哈迈德）及女子團體項目，奪得女團銅牌。

### 2011年 世锦赛季军
2011年3月，利利亚纳·纳西尔与通托维·艾哈迈德出战瑞士羽毛球黃金大獎賽，在混双準决赛以0比2（17-21、20-22）不敌赛会2号种子、英格兰的内森·罗布森/珍妮·沃尔沃克。同年4月，她与通托维·艾哈迈德出战印度羽毛球超級賽，在混双决赛以2比0（21-18、23-21）击败了赛会3号种子、队友的弗兰·库尔尼亚万/皮娅·泽巴迪娅，赢得冠军。同年5月，她与通托维·艾哈迈德出战馬來西亞羽毛球黃金大獎賽，在混双决赛以2比1（18-21、21-15、21-19）击败了赛会6号种子、东道主的陈炳顺/吳柳螢，赢得冠军。同年6月，她与通托维·艾哈迈德出战新加坡羽毛球超級賽，在混双决赛以2比0（21-14、27-25）击败了中華台北的陳宏麟/程文欣，赢得冠军。同年8月，她代表印尼参加英格兰伦敦举办的世界羽毛球錦標賽，她和通托维·艾哈迈德出戰混合双打項目。她與通托维·艾哈迈德以2號種子身分出戰，故在首圈輪空；在第二轮中，直落两局以2比0（21-9、21-8）横扫爱尔兰的山姆·马吉/克洛伊·马吉。在第三轮中，表现强势以2比0（21-9、21-12）横扫赛会11号种子、中華台北的李勝木/簡毓瑾。八强中遭遇赛会5号种子、丹麦强档的约金·费舍尔·尼尔森/克里斯汀娜·彼德森，表现出色以2比0（21-12、21-13）淘汰了对手。準決賽中，直落两局以0比2（16-21、19-21）不敌跨国组合的（英格兰：克里斯·爱德考克/苏格兰：伊莫金·班克尔），赢得季军。同年9月，她与通托维·艾哈迈德出战中華台北羽毛球黃金大獎賽，在混双决赛以1比2（22-24、21-16、17-21）不敌韩国的高成炫/嚴惠媛，赢得亚军。同年10月，她与通托维·艾哈迈德出战法國羽毛球超級賽，在混双準决赛以1比2（21-16、14-21、11-21）不敌赛会2号种子、中国的徐晨/马晋。

### 2012年 全英赛首夺、伦敦奥运第四
2012年1月，利利亚纳·纳西尔与通托维·艾哈迈德出战馬來西亞羽毛球超級賽，在混双準决赛以0比2（17-21、14-21）不敌赛会2号种子、中国的徐晨/马晋。同年3月，她与通托维·艾哈迈德出战全英羽毛球首要超級賽，在混双决赛以2比0（21-17、21-19）击败了赛会8号种子、丹麦的托马斯·雷伯恩/卡米拉·吕特·尤尔，赢得冠军。同期3月，她与通托维·艾哈迈德出战瑞士羽毛球黃金大獎賽，在混双决赛以2比0（21-16、21-14）击败了赛会3号种子、泰国的戍革·普拉帕卡莫/莎拉丽·桑松卡姆，赢得冠军。同年4月，她与通托维·艾哈迈德出战印度羽毛球超級賽，在混双决赛以2比1（21-16、12-21、21-14）击败了赛会5号种子、泰国的戍革·普拉帕卡莫/莎拉丽·桑松卡姆，赢得冠军。同年6月，她与莎拉丽·桑松卡姆出战印尼羽毛球首要超級賽，在混双决赛以1比2（17-21、21-17、13-21）不敌泰国的戍革·普拉帕卡莫/莎拉丽·桑松卡姆，赢得亚军。同年9月，她与通托维·艾哈迈德出战印尼羽毛球黃金大獎賽，在混双决赛以2比0（21-19、21-14）击败了赛会2号种子、队友的穆罕默德·雷扎/戴比·苏珊托，赢得冠军。同年7月，她代表印尼出战英國伦敦舉行的奥林匹克运动会羽毛球比賽混合双打項目，與通托维·艾哈迈德以3號種子身分出戰。在小組賽階段先後擊敗印度的瓦利亚维蒂尔·迪柱/瓦拉·古塔、韩国的李龍大/河貞恩以及丹麦的托马斯·雷伯恩/卡米拉·吕特·尤尔，以赛会3號種子和小组頭名晉級八强。半準決賽，利利亚纳·纳西尔和通托维·艾哈迈德面对德国的德国的麦克·福克斯/比尔吉德·迈克斯，以2比0（21-15、21-9）横扫对手。準決賽，迎来了中国的中国的徐晨/马晋，鏖战三局以1比2（23-21、18-21、13-21）落败；在銅牌賽则是直落两局以0比2（12-21、12-21）不敌丹麦强档的约金·费舍尔·尼尔森/克里斯汀娜·彼德森，最终获得第四名。同年9月，她与穆罕默德·雷扎出战日本羽毛球超級賽，在混双决赛以0比2（12-21、19-21）不敌赛会头号种子、马来西亚强档的陈炳顺/吳柳螢，赢得亚军。同年10月，她与通托维·艾哈迈德出战丹麥羽毛球首要超級賽，在混双决赛以1比2（21-23、26-24、11-21）不敌赛会头号种子、中国的徐晨/马晋，赢得亚军。同年11月，她与通托维·艾哈迈德出战中國羽毛球首要超級賽，在混双準决赛以0比2（19-21、14-21）不敌赛会5号种子、马来西亚强档的陈炳顺/吳柳螢。同期11月，她与通托维·艾哈迈德出战澳門羽毛球黃金大獎賽，在混双决赛以2比1（21-16、14-21、21-16）击败了赛会3号种子、队友的穆罕默德·雷扎/戴比·苏珊托，赢得冠军。

### 2013年 全英二连冠、三次加冕世锦赛
2013年3月，利利亚纳·纳西尔与通托维·艾哈迈德出战全英羽毛球首要超級賽，在混双决赛以2比0（21-13、21-17）击败了赛会5号种子、中国的张楠/赵芸蕾，实现了全英赛的二连冠赛事。同年4月，她与通托维·艾哈迈德出战印度羽毛球超級賽，在混双决赛以2比0（21-16、21-13）击败了韩国强档的高成炫/金荷娜，赢得冠军。同年6月，她与通托维·艾哈迈德出战印尼羽毛球首要超級賽，在混双準决赛以0比2（15-21、14-21）不敌赛会4号种子、丹麦的约金·费舍尔·尼尔森/克里斯汀娜·彼德森。同期6月，她与通托维·艾哈迈德出战新加坡羽毛球超級賽，在混双决赛以2比0（21-12、21-12）击败了韩国的柳延星/嚴惠媛，赢得冠军。同年8月，她參加中国廣東省廣州市舉行的世界羽毛球錦標賽，她和通托维·艾哈迈德出戰混合双打項目。她與通托维·艾哈迈德以3號種子身分出戰，故在首圈輪空；在第二轮中，以2比0（21-14、21-11）横扫马来西亚的王健國/林芸如。在第三轮中，以2比1（21-23、21-15、21-14）逆转了香港组合的李晉熙/周凱華。八强中，以2比1（21-10、17-21、21-19）力克了日本的早川賢一/松友美佐紀。準決賽中，激战三局以2比1（15-21、21-18、21-13）击败了赛会2號種子中国的张楠/赵芸蕾。决赛中，面对赛会1號種子中国的徐晨/马晋，同样面对来自另一组中国组合，双方也展开了三局大战，在最后的关键一刻赢下这场的胜利。它们表现稳定以2比1（21-13、16-21、22-20）拿下赛点，勇夺混双冠军。同年9月，她与通托维·艾哈迈德出战印尼羽毛球黃金大獎賽，在混双决赛以1比2（20-22、21-9、14-21）不敌赛会6号种子、队友的普拉文·乔丹/维塔·玛丽莎，赢得亚军。同年11月，她与通托维·艾哈迈德出战中國羽毛球首要超級賽，在混双决赛以2比1（21-10、5-21、21-17）力克赛会4号种子、丹麦强档的约金·费舍尔·尼尔森/克里斯汀娜·彼德森，赢得冠军。

### 2014年 全英三连霸、亚运会捡银
2014年1月，利利亚纳·纳西尔与通托维·艾哈迈德出战馬來西亞羽毛球首要超級賽，在混双準决赛以0比2（14-21、13-21）不敌赛会4号种子、中国的徐晨/马晋。同年3月，她与通托维·艾哈迈德出战全英羽毛球首要超級賽，在混双决赛以2比0（21-13、21-17）击败了赛会头号种子、中国的张楠/赵芸蕾，俩人为印尼羽坛创下新篇章，是目前唯一在全英赛上完成三连霸的印尼组合。同年4月，她与通托维·艾哈迈德出战印度羽毛球超級賽，在混双準决赛以0比2（20-22、18-21）不敌赛会4号种子、韩国强档的高成炫/金荷娜。同期4月，她与通托维·艾哈迈德出战新加坡羽毛球超級賽，在混双决赛以2比0（21-15、22-20）击败了赛会8号种子、队友的里基·维迪安托/普斯皮达·里奇·蒂莉，赢得冠军。同年6月，她与通托维·艾哈迈德出战印尼羽毛球首要超級賽，在混双準决赛以1比2（21-18、12-21、15-21）不敌赛会3号种子、中国的徐晨/马晋。同年9月，她代表印尼参加韩国仁川举办的亞洲運動會羽毛球比賽，在混双决赛以0比2（16-21、14-21）不敌赛会头号种子、中国的张楠/赵芸蕾，赢得亚运会混双银牌。同年10月，她与通托维·艾哈迈德出战丹麥羽毛球首要超級賽，在混双决赛以0比2（20-22、15-21）不敌赛会3号种子、中国的徐晨/马晋，赢得亚军。同期10月，她与通托维·艾哈迈德出战法國羽毛球超級賽，在混双决赛以2比0（21-9、21-16）击败了赛会4号种子、英格兰夫妻档的克里斯·爱德考克/加布里·爱德考克，赢得冠军。

### 2015年 两次勇夺亚锦赛及世锦赛混双季军
2015年4月，利利亚纳·纳西尔参加中国湖北省武汉市举办的亞洲羽毛球錦標賽，与通托维·艾哈迈德被列为赛会2号种子出战，在混双决赛以2比0（21-16、21-15）击败了中国香港强档的李晉熙/周凱華，首次赢得亚锦赛冠军。同年5月，她与通托维·艾哈迈德出战澳洲羽毛球超級賽，在混双準决赛以1比2（8-21、21-9、15-21）不敌中国香港强档的李晉熙/周凱華。同年8月，她參加印尼雅加达舉行的世界羽毛球錦標賽，她和通托维·艾哈迈德出戰混合双打項目。她與通托维·艾哈迈德以3號種子身分出戰，故在首圈輪空；但在次圈以2比0（21-11、21-11）横扫俄罗斯的罗季翁·卡尔加夫/叶卡捷琳娜·博洛托娃。在第三圈，以2比0（21-8、21-13）轻取马来西亚头号组合的陳炳順/吳柳螢。八强中，以2比0（21-8、21-15）轻松拿下赛会8號種子韩国第一强档高成炫/金荷娜。準決賽中，面对赛会1號種子中国的张楠/赵芸蕾，双方在争夺决赛中展开了一场激烈地大战。在惊险地拿下首局后，被对手连续两局地逆转。最终，以1比2（22-20、21-23、12-21）告负对方，遗憾地无缘决赛并且赢得了铜牌。同年10月，她与通托维·艾哈迈德出战丹麥羽毛球首要超級賽，在混双决赛以1比2（22-20、18-21、9-21）不敌赛会7号种子、韩国强档的高成炫/金荷娜，赢得亚军。同年12月，她与通托维·艾哈迈德出战印尼羽毛球大師賽，在混双决赛以2比0（21-18、21-13）击败了赛会3号种子、队友的普拉文·乔丹/戴比·苏珊托，赢得冠军。

### 2016年 登顶最高荣誉 勇夺首枚混双金牌
2016年4月，利利亚纳·纳西尔与通托维·艾哈迈德出战馬來西亞羽毛球首要超級賽，在混双决赛以2比1（23-21、13-21、21-16）力克马来西亚强档的陈炳顺/吳柳螢，赢得冠军。同年4月，她与通托维·艾哈迈德出战新加坡羽毛球超級賽，在混双準决赛以0比2（14-21、16-21）不敌赛会3号种子、韩国强档的高成炫/金荷娜。同年8月，她代表印尼出戰巴西里約熱內盧舉行的奥林匹克运动会羽毛球比賽混合双打項目，與通托维·艾哈迈德以3號種子身分出戰。在小組賽階段先後擊敗澳大利亚的罗宾·米德尔顿/周玉蓮、泰国的博丁·伊沙拉/沙威丽·阿米达拜和马来西亚的陳炳順/吳柳螢，以赛会3號種子和小组頭名晉級八强。半準決賽，利利亚纳·纳西尔和通托维·艾哈迈德面对同胞印尼的普拉文·乔丹/戴比·苏珊托，以2比0（21-16、21-11）横扫队友。準決賽，面對赛会1号种子、中國的张楠/赵芸蕾，以2比0（21-16、21-15）拿下對手。決賽中，再次面对此前小组赛马来西亚的陳炳順/吳柳螢 ，以2比0 （21-14、21-12）毫无悬念地赢下比赛，为印尼赢得首枚奥运混双金牌。同年11月，她与通托维·艾哈迈德出战香港羽毛球超級賽，在混双决赛以2比0（21-19、21-17）击败了赛会2号种子、队友的普拉文·乔丹/戴比·苏珊托，赢得冠军。

### 2017年-2018年 四度登顶世锦赛
2017年8月，利利亚纳·纳西尔与通托维·艾哈迈德出战混合双打項目。她與通托维·艾哈迈德以3號種子身分出戰，故在首圈輪空；在次圈以2比0（21-13、21-11）横扫中華台北的曾敏豪/胡綾芳。在第三圈，鏖战三局以2比1（19-21、21-16、21-10）击败了爱尔兰的山姆·马吉/克洛伊·马吉。八强中，以2比1（19-21、21-15、21-18）气走了中国组合。四强中，迎来了赛会10号种子、中国香港强档的李晉熙/周凱華，以2比0（21-16、21-13）毫无悬念地赢下比赛。决赛中，面对赛会头号种子、中国组合大战三局以2比1（15-21、21-16、21-15）拿下对手，时隔4年后再次夺得世锦赛冠军，亦是印尼羽坛当中最好的组合。同年10月，她与通托维·艾哈迈德出战丹麥羽毛球首要超級賽，在混双準决赛以0比2（16-21、18-21）不敌赛会8号种子、中国香港强档的鄧俊文/謝影雪。
2018年7月，利利亚纳·纳西尔与通托维·艾哈迈德出战印尼羽毛球公開賽，在混双决赛以2比0（21-17、21-8）击败了奥运亚军的陳炳順/吳柳螢，赢得冠军。同期7月，她与通托维·艾哈迈德出战新加坡羽毛球公開賽，在混双决赛以0比2（19-21、18-21）不敌赛会2号种子、马来西亚强档的吳順發/賴潔敏，赢得亚军。

### 2019年 宣布退役
利利亚纳·纳西尔宣布在1月舉行的印尼大師賽後正式退役。她與搭檔通托维·艾哈迈德順利打進混雙決賽，在比赛开始前，主辦方为纳西尔举办了名为“Thank you butet”的退役仪式（butet為纳西尔的暱稱），纳西尔在父母與印尼羽协领导陪同下一同出席仪式。她在仪式含泪感言：“今天对我来说是一个非常艰难的时刻。在过去的24年里，我一直在打羽毛球。在这过程中有过快乐悲伤，眼泪和笑声。今天2019年1月27日星期天，我宣布退役。如果没有他们的支持我将无法成为羽毛球运动员，羽毛球让世界知道了我的名字，可以让我的国家和民族为我感到骄傲，我并没有走远，更多的年轻人有机会成为冠军！”退役后，纳西尔表示自己无意加入印尼羽协擔任教练或工作人员，她會暂时远离羽毛球一阵子，並专注在Spa，房地产以及汇兑业务等生意上。

## 主要比賽成績
只列出曾進入準決賽的國際賽事成績：
| 年份   | 賽事                     | 公開賽級別 | 項目     | 拍檔                   | 成績   |
| ------ | ------------------------ | ---------- | -------- | ---------------------- | ------ |
| 2002年 | 世界青年羽毛球錦標賽     | 其他       | 混合團體 | －                     | 季軍   |
| 2002年 | 世界青年羽毛球錦標賽     | 其他       | 女子雙打 | Devi Sukma Wijaya      | 季軍   |
| 2002年 | 世界青年羽毛球錦標賽     | 其他       | 混合雙打 | 马尔基斯·基多          | 季軍   |
| 2004年 | 中國羽毛球公開賽         |            | 混合雙打 | 诺瓦·维迪安托          | 準決賽 |
| 2005年 | 世界羽毛球錦標賽         | 其他       | 混合雙打 | 诺瓦·维迪安托          | 冠軍   |
| 2006年 | 全英羽毛球公開賽         |            | 混合雙打 | 诺瓦·维迪安托          | 準決賽 |
| 2006年 | 亞洲羽毛球錦標賽         | 其他       | 混合雙打 | 诺瓦·维迪安托          | 冠軍   |
| 2006年 | 中華台北羽球公開賽       |            | 混合雙打 | 諾瓦·維迪安托          | 冠軍   |
| 2006年 | 韓國羽毛球公開賽         |            | 混合雙打 | 诺瓦·维迪安托          | 冠軍   |
| 2006年 | 香港羽毛球公開賽         |            | 混合雙打 | 诺瓦·维迪安托          | 亞軍   |
| 2006年 | 羽毛球世界盃             | 其他       | 混合雙打 | 诺瓦·维迪安托          | 冠軍   |
| 2007年 | 馬來西亞羽毛球超級賽     | 超級賽     | 混合雙打 | 诺瓦·维迪安托          | 準決賽 |
| 2007年 | 新加坡羽毛球超級賽       | 超級賽     | 混合雙打 | 诺瓦·维迪安托          | 準決賽 |
| 2007年 | 印尼羽毛球超級賽         | 超級賽     | 混合雙打 | 诺瓦·维迪安托          | 亞軍   |
| 2007年 | 中國羽毛球大師賽         | 超級賽     | 女子雙打 | 维塔·玛丽莎            | 冠軍   |
| 2007年 | 中國羽毛球大師賽         | 超級賽     | 混合雙打 | 诺瓦·维迪安托          | 準決賽 |
| 2007年 | 菲律賓羽毛球公開賽       | 黃金大獎賽 | 混合雙打 | 諾瓦·維迪安托          | 冠軍   |
| 2007年 | 世界羽毛球錦標賽         | 其他       | 混合雙打 | 诺瓦·维迪安托          | 冠軍   |
| 2007年 | 日本羽毛球超級賽         | 超級賽     | 混合雙打 | 诺瓦·维迪安托          | 亞軍   |
| 2007年 | 中華台北羽毛球黃金大獎賽 | 黃金大獎賽 | 女子雙打 | 維塔·瑪麗莎            | 亞軍   |
| 2007年 | 中華台北羽毛球黃金大獎賽 | 黃金大獎賽 | 混合雙打 | 诺瓦·维迪安托          | 準決賽 |
| 2007年 | 中國羽毛球超級賽         | 超級賽     | 混合雙打 | 诺瓦·维迪安托          | 冠軍   |
| 2007年 | 香港羽毛球超級賽         | 超級賽     | 混合雙打 | 诺瓦·维迪安托          | 冠軍   |
| 2008年 | 全英羽毛球超級賽         | 超級賽     | 混合雙打 | 诺瓦·维迪安托          | 亞軍   |
| 2008年 | 瑞士羽毛球超級賽         | 超級賽     | 混合雙打 | 诺瓦·维迪安托          | 準決賽 |
| 2008年 | 亞洲羽毛球錦標賽         | 其他       | 女子雙打 | 维塔·玛丽莎            | 季軍   |
| 2008年 | 亞洲羽毛球錦標賽         | 其他       | 混合雙打 | 诺瓦·维迪安托          | 亞軍   |
| 2008年 | 新加坡羽毛球超級賽       | 超級賽     | 女子雙打 | 维塔·玛丽莎            | 準決賽 |
| 2008年 | 新加坡羽毛球超級賽       | 超級賽     | 混合雙打 | 诺瓦·维迪安托          | 冠軍   |
| 2008年 | 優霸盃                   | 其他       | 女子團體 | －                     | 亞軍   |
| 2008年 | 印尼羽毛球超級賽         | 超級賽     | 女子雙打 | 维塔·玛丽莎            | 冠軍   |
| 2008年 | 印尼羽毛球超級賽         | 超級賽     | 混合雙打 | 诺瓦·维迪安托          | 準決賽 |
| 2008年 | 奧林匹克運動會羽毛球比賽 | 其他       | 混合雙打 | 诺瓦·维迪安托          | 銀牌   |
| 2008年 | 日本羽毛球超級賽         | 超級賽     | 女子雙打 | 维塔·玛丽莎            | 準決賽 |
| 2008年 | 日本羽毛球超級賽         | 超級賽     | 混合雙打 | 诺瓦·维迪安托          | 亞軍   |
| 2008年 | 中國羽毛球大師賽         | 超級賽     | 混合雙打 | 诺瓦·维迪安托          | 亞軍   |
| 2008年 | 法國羽毛球超級賽         | 超級賽     | 混合雙打 | 诺瓦·维迪安托          | 準決賽 |
| 2008年 | 世界羽聯超級系列賽總決賽 | 首要超級賽 | 女子雙打 | 维塔·玛丽莎            | 亞軍   |
| 2008年 | 世界羽聯超級系列賽總決賽 | 首要超級賽 | 混合雙打 | 诺瓦·维迪安托          | 亞軍   |
| 2009年 | 馬來西亞羽毛球超級賽     | 超級賽     | 混合雙打 | 诺瓦·维迪安托          | 冠軍   |
| 2009年 | 世界羽毛球錦標賽         | 其他       | 混合雙打 | 诺瓦·维迪安托          | 亞軍   |
| 2009年 | 日本羽毛球超級賽         | 超級賽     | 混合雙打 | 诺瓦·维迪安托          | 準決賽 |
| 2009年 | 法國羽毛球超級賽         | 超級賽     | 混合雙打 | 诺瓦·维迪安托          | 冠軍   |
| 2009年 | 香港羽毛球超級賽         | 超級賽     | 混合雙打 | 诺瓦·维迪安托          | 亞軍   |
| 2010年 | 全英羽毛球超級賽         | 超級賽     | 混合雙打 | 诺瓦·维迪安托          | 亞軍   |
| 2010年 | 亞洲羽毛球錦標賽         | 其他       | 混合雙打 | 德文·拉哈迪·菲特里亞萬 | 季軍   |
| 2010年 | 優霸盃                   | 其他       | 女子團體 | －                     | 季軍   |
| 2010年 | 新加坡羽毛球超級賽       | 超級賽     | 混合雙打 | 诺瓦·维迪安托          | 亞軍   |
| 2010年 | 印尼羽毛球超級賽         | 超級賽     | 混合雙打 | 诺瓦·维迪安托          | 準決賽 |
| 2010年 | 馬來西亞羽毛球黃金大獎賽 | 黃金大獎賽 | 混合雙打 | 德文·拉哈迪·菲特里亞萬 | 冠軍   |
| 2010年 | 澳門羽毛球黃金大獎賽     | 黃金大獎賽 | 混合雙打 | 通托维·艾哈迈德        | 冠軍   |
| 2010年 | 中華台北羽毛球黃金大獎賽 | 黃金大獎賽 | 混合雙打 | 通托维·艾哈迈德        | 亞軍   |
| 2010年 | 中國羽毛球大師賽         | 超級賽     | 混合雙打 | 诺瓦·维迪安托          | 準決賽 |
| 2010年 | 印尼羽毛球黃金大獎賽     | 黃金大獎賽 | 混合雙打 | 通托维·艾哈迈德        | 冠軍   |
| 2011年 | 瑞士羽毛球黃金大獎賽     | 黃金大獎賽 | 混合雙打 | 通托维·艾哈迈德        | 準決賽 |
| 2011年 | 印度羽毛球超級賽         | 超級賽     | 混合雙打 | 通托维·艾哈迈德        | 冠軍   |
| 2011年 | 馬來西亞羽毛球黃金大獎賽 | 黃金大獎賽 | 混合雙打 | 通托维·艾哈迈德        | 冠軍   |
| 2011年 | 新加坡羽毛球超級賽       | 超級賽     | 混合雙打 | 通托维·艾哈迈德        | 冠軍   |
| 2011年 | 印尼羽毛球首要超級賽     | 首要超級賽 | 混合雙打 | 通托维·艾哈迈德        | 亞軍   |
| 2011年 | 世界羽毛球錦標賽         | 其他       | 混合雙打 | 通托维·艾哈迈德        | 準決賽 |
| 2011年 | 中華台北羽毛球黃金大獎賽 | 黃金大獎賽 | 混合雙打 | 通托维·艾哈迈德        | 亞軍   |
| 2011年 | 法國羽毛球超級賽         | 超級賽     | 混合雙打 | 通托维·艾哈迈德        | 準決賽 |
| 2011年 | 澳門羽毛球黃金大獎賽     | 黃金大獎賽 | 混合雙打 | 通托维·艾哈迈德        | 冠軍   |
| 2012年 | 馬來西亞羽毛球超級賽     | 超級賽     | 混合雙打 | 通托维·艾哈迈德        | 準決賽 |
| 2012年 | 全英羽毛球首要超級賽     | 首要超級賽 | 混合雙打 | 通托维·艾哈迈德        | 冠軍   |
| 2012年 | 瑞士羽毛球黃金大獎賽     | 黃金大獎賽 | 混合雙打 | 通托维·艾哈迈德        | 冠軍   |
| 2012年 | 印度羽毛球超級賽         | 超級賽     | 混合雙打 | 通托维·艾哈迈德        | 冠軍   |
| 2012年 | 印尼羽毛球首要超級賽     | 首要超級賽 | 混合雙打 | 通托维·艾哈迈德        | 亞軍   |
| 2012年 | 印尼羽毛球黃金大獎賽     | 黃金大獎賽 | 混合雙打 | 通托维·艾哈迈德        | 冠軍   |
| 2012年 | 奧林匹克運動會羽毛球比賽 | 混合雙打   | 其他     | 通托维·艾哈迈德        | 第四名 |
| 2012年 | 日本羽毛球超級賽         | 超級賽     | 混合雙打 | 穆罕默德·雷扎          | 亞軍   |
| 2012年 | 丹麥羽毛球首要超級賽     | 首要超級賽 | 混合雙打 | 通托维·艾哈迈德        | 亞軍   |
| 2012年 | 中國羽毛球首要超級賽     | 首要超級賽 | 混合雙打 | 通托维·艾哈迈德        | 準決賽 |
| 2012年 | 澳門羽毛球黃金大獎賽     | 黃金大獎賽 | 混合雙打 | 通托维·艾哈迈德        | 冠軍   |
| 2013年 | 全英羽毛球首要超級賽     | 首要超級賽 | 混合雙打 | 通托维·艾哈迈德        | 冠軍   |
| 2013年 | 瑞士羽毛球黃金大獎賽     | 黃金大獎賽 | 混合雙打 | 通托维·艾哈迈德        | 準決賽 |
| 2013年 | 印度羽毛球超級賽         | 超級賽     | 混合雙打 | 通托维·艾哈迈德        | 冠軍   |
| 2013年 | 印尼羽毛球首要超級賽     | 首要超級賽 | 混合雙打 | 通托维·艾哈迈德        | 準決賽 |
| 2013年 | 新加坡羽毛球超級賽       | 超級賽     | 混合雙打 | 通托维·艾哈迈德        | 冠軍   |
| 2013年 | 世界羽毛球錦標賽         | 其他       | 混合雙打 | 通托维·艾哈迈德        | 冠軍   |
| 2013年 | 印尼羽毛球黃金大獎賽     | 黃金大獎賽 | 混合雙打 | 通托维·艾哈迈德        | 亞軍   |
| 2013年 | 丹麥羽毛球首要超級賽     | 首要超級賽 | 混合雙打 | 通托维·艾哈迈德        | 亞軍   |
| 2013年 | 中國羽毛球首要超級賽     | 首要超級賽 | 混合雙打 | 通托维·艾哈迈德        | 冠軍   |
| 2014年 | 馬來西亞羽毛球首要超級賽 | 首要超級賽 | 混合雙打 | 通托维·艾哈迈德        | 準決賽 |
| 2014年 | 全英羽毛球首要超級賽     | 首要超級賽 | 混合雙打 | 通托维·艾哈迈德        | 冠軍   |
| 2014年 | 印度羽毛球超級賽         | 超級賽     | 混合雙打 | 通托维·艾哈迈德        | 準決賽 |
| 2014年 | 新加坡羽毛球超級賽       | 超級賽     | 混合雙打 | 通托维·艾哈迈德        | 冠軍   |
| 2014年 | 印尼羽毛球首要超級賽     | 首要超級賽 | 混合雙打 | 通托维·艾哈迈德        | 準決賽 |
| 2014年 | 亞洲運動會羽毛球比賽     | 其他       | 混合雙打 | 通托维·艾哈迈德        | 銀牌   |
| 2014年 | 丹麥羽毛球首要超級賽     | 首要超級賽 | 混合雙打 | 通托维·艾哈迈德        | 亞軍   |
| 2014年 | 法國羽毛球超級賽         | 超級賽     | 混合雙打 | 通托维·艾哈迈德        | 冠軍   |
| 2015年 | 全英羽毛球首要超級賽     | 首要超級賽 | 混合雙打 | 通托维·艾哈迈德        | 亞軍   |
| 2015年 | 瑞士羽毛球黃金大獎賽     | 黃金大獎賽 | 混合雙打 | 通托维·艾哈迈德        | 準決賽 |
| 2015年 | 馬來西亞羽毛球首要超級賽 | 首要超級賽 | 混合雙打 | 通托维·艾哈迈德        | 準決賽 |
| 2015年 | 新加坡羽毛球超級賽       | 超級賽     | 混合雙打 | 通托维·艾哈迈德        | 準決賽 |
| 2015年 | 亞洲羽毛球錦標賽         | 其他       | 混合雙打 | 通托维·艾哈迈德        | 冠軍   |
| 2015年 | 蘇迪曼盃                 | 其他       | 混合團體 | －                     | 季軍   |
| 2015年 | 澳洲羽毛球超級賽         | 超級賽     | 混合雙打 | 通托维·艾哈迈德        | 準決賽 |
| 2015年 | 印尼羽毛球首要超級賽     | 首要超級賽 | 混合雙打 | 通托维·艾哈迈德        | 準決賽 |
| 2015年 | 世界羽毛球錦標賽         | 其他       | 混合雙打 | 通托维·艾哈迈德        | 季軍   |
| 2015年 | 韓國羽毛球超級賽         | 超級賽     | 混合雙打 | 通托维·艾哈迈德        | 亞軍   |
| 2015年 | 丹麥羽毛球首要超級賽     | 首要超級賽 | 混合雙打 | 通托维·艾哈迈德        | 亞軍   |
| 2015年 | 印尼羽毛球大師賽         | 黃金大獎賽 | 混合雙打 | 通托维·艾哈迈德        | 冠軍   |
| 2016年 | 馬來西亞羽毛球首要超級賽 | 首要超級賽 | 混合雙打 | 通托维·艾哈迈德        | 冠軍   |
| 2016年 | 新加坡羽毛球超級賽       | 超級賽     | 混合雙打 | 通托维·艾哈迈德        | 準決賽 |
| 2016年 | 亞洲羽毛球錦標賽         | 其他       | 混合雙打 | 通托维·艾哈迈德        | 亞軍   |
| 2016年 | 奧林匹克運動會羽毛球比賽 | 混合雙打   | 其他     | 通托维·艾哈迈德        | 金牌   |
| 2016年 | 中國羽毛球首要超級賽     | 首要超級賽 | 混合雙打 | 通托维·艾哈迈德        | 冠軍   |
| 2016年 | 香港羽毛球超級賽         | 超級賽     | 混合雙打 | 通托维·艾哈迈德        | 冠軍   |
| 2017年 | 馬來西亞羽毛球首要超级賽 | 首要超級賽 | 混合雙打 | 通托维·艾哈迈德        | 準決賽 |
| 2017年 | 印尼羽毛球首要超級賽     | 首要超級賽 | 混合雙打 | 通托维·艾哈迈德        | 冠軍   |
| 2017年 | 世界羽毛球錦標賽         | 其他       | 混合雙打 | 通托维·艾哈迈德        | 冠軍   |
| 2017年 | 丹麥羽毛球首要超級賽     | 首要超級賽 | 混合雙打 | 通托维·艾哈迈德        | 準決賽 |
| 2017年 | 法國羽毛球超級賽         | 超級賽     | 混合雙打 | 通托维·艾哈迈德        | 冠軍   |
| 2017年 | 世界羽聯超級系列賽總決賽 | 首要超級賽 | 混合雙打 | 通托维·艾哈迈德        | 準決賽 |
| 2018年 | 印尼羽毛球大師賽         | 超級500賽  | 混合雙打 | 通托维·艾哈迈德        | 亞軍   |
| 2018年 | 亞洲羽毛球錦標賽         | 其他       | 混合雙打 | 通托維·艾哈邁德        | 亞軍   |
| 2018年 | 印尼羽毛球公開賽         | 超級1000賽 | 混合雙打 | 通托维·艾哈迈德        | 冠軍   |
| 2018年 | 新加坡羽毛球公開賽       | 超級500賽  | 混合雙打 | 通托维·艾哈迈德        | 亞軍   |
| 2018年 | 亞洲運動會羽毛球比賽     | 其他       | 女子團體 | －                     | 銅牌   |
| 2018年 | 亞洲運動會羽毛球比賽     | 其他       | 混合雙打 | 通托维·艾哈迈德        | 銅牌   |
| 2018年 | 丹麥羽毛球公開賽         | 超級750賽  | 混合雙打 | 通托维·艾哈迈德        | 準決賽 |
| 2019年 | 印度尼西亞羽毛球大師賽   | 超級500賽  | 混合雙打 | 通托维·艾哈迈德        | 亞軍   |

| 2007-2017年 | 首要超級賽 | 超級賽 | 黃金大獎賽 | 大獎賽 | 國際挑戰賽 | 國際系列賽 | 未來系列賽 | 其他 |

| 2018-2026年 | 總決賽 | 超級1000賽 | 超級750賽 | 超級500賽 | 超級300賽 | 超級100賽 | 國際挑戰賽 | 國際系列賽 | 未來系列賽 | 其他 |

### 世界冠軍頭銜
利利亚纳·纳西尔在羽毛球生涯中共奪得5項羽毛球世界冠軍頭銜。
| 賽事                     | 奪冠次數 | 年份                                                                        |
| ------------------------ | -------- | --------------------------------------------------------------------------- |
| 奧林匹克運動會羽毛球比賽 | 1        | 2016年（混合雙打）                                                          |
| 世界羽毛球锦标赛         | 4        | 2005年（混合雙打） 2007年（混合雙打） 2013年（混合雙打） 2017年（混合雙打） |
| 總計                     | 5        |                                                                             |

### 奧運會和世錦賽參賽紀錄
|          | 搭檔            | 2005 | 2006 | 2007 | 2008 | 2009 | 2010 | 2011 | 2012   | 2013 | 2014 | 2015 | 2016 | 2017 |
| -------- | --------------- | ---- | ---- | ---- | ---- | ---- | ---- | ---- | ------ | ---- | ---- | ---- | ---- | ---- |
| 女子雙打 | 维塔·玛丽莎     | －   | －   | －   | 16強 | －   | －   | －   | －     | －   | －   | －   | －   | －   |
|          |                 |      |      |      |      |      |      |      |        |      |      |      |      |      |
| 混合雙打 | 诺瓦·维迪安托   | 冠軍 | 16強 | 冠軍 | 銀牌 | 亞軍 | 8強  | －   | －     | －   | －   | －   | －   | －   |
| 混合雙打 | 通托维·艾哈迈德 | －   | －   | －   | －   | －   | －   | 季軍 | 第四名 | 冠軍 | －   | 季軍 | 金牌 | 冠軍 |

## 主要對賽紀錄
利利亚纳·纳西尔與不同搭檔的主要對手的對賽成績如下（截至2018年7月19日）：
混雙 - 诺瓦·维迪安托
| 對手                               | 對賽次數 | 對賽結果 | 對賽結果 | 總計 |
| 對手                               | 對賽次數 | 勝       | 負       | 總計 |
| ---------------------------------- | -------- | -------- | -------- | ---- |
| 林培雷 维塔·玛丽莎                 | 7        | 3        | 4        | -1   |
| 德文·拉哈迪·菲特里亞萬 莉塔·努利塔 | 6        | 6        | 0        | +6   |

| 對手                                  | 對賽次數 | 對賽結果 | 對賽結果 | 總計 |
| 對手                                  | 對賽次數 | 勝       | 負       | 總計 |
| ------------------------------------- | -------- | -------- | -------- | ---- |
| 托马斯·雷伯恩 卡米拉·吕特·尤尔        | 15       | 9        | 6        | +3   |
| 戍革·普拉帕卡莫 莎拉丽·桑松卡姆       | 13       | 12       | 1        | +11  |
| 谢中博 张亚雯                         | 11       | 7        | 4        | +3   |
| 安东尼·克拉克 唐娜·凯洛格             | 10       | 7        | 3        | +4   |
| 盖尔·埃姆斯 内森·罗布森               | 8        | 5        | 3        | +2   |
| 郑波 高崚                             | 8        | 3        | 5        | -2   |
| 何汉斌 于洋                           | 7        | 6        | 1        | +5   |
| 李在珍 李孝貞                         | 6        | 4        | 2        | +2   |
| 颂蓬·阿努里达亚翁 恭差拉·沃拉威七猜恭 | 5        | 5        | 0        | +5   |
| 柳延星 金旼貞                         | 5        | 5        | 0        | +5   |
| 高成炫 河貞恩                         | 5        | 4        | 1        | +3   |
| 李龙大 李孝貞                         | 5        | 2        | 3        | -1   |

混雙 - 通托维·艾哈迈德